# مجلس ناميبيا الوطني
مجلس ناميبيا الوطني (بالإنجليزية: National Council)‏ هي الهيئة التشريعية في ناميبيا، ويتكون من 26 مقعداً، وهو المجلس الأعلى في برلمان ناميبيا.

## طالع أيضًا
- برلمان ناميبيا